# Côte de La Redoute
La Côte de La Redoute est une côte célèbre du parcours de la course cycliste Liège-Bastogne-Liège. Elle est située à Sougné-Remouchamps dans la commune d’Aywaille en Belgique.

## Historique

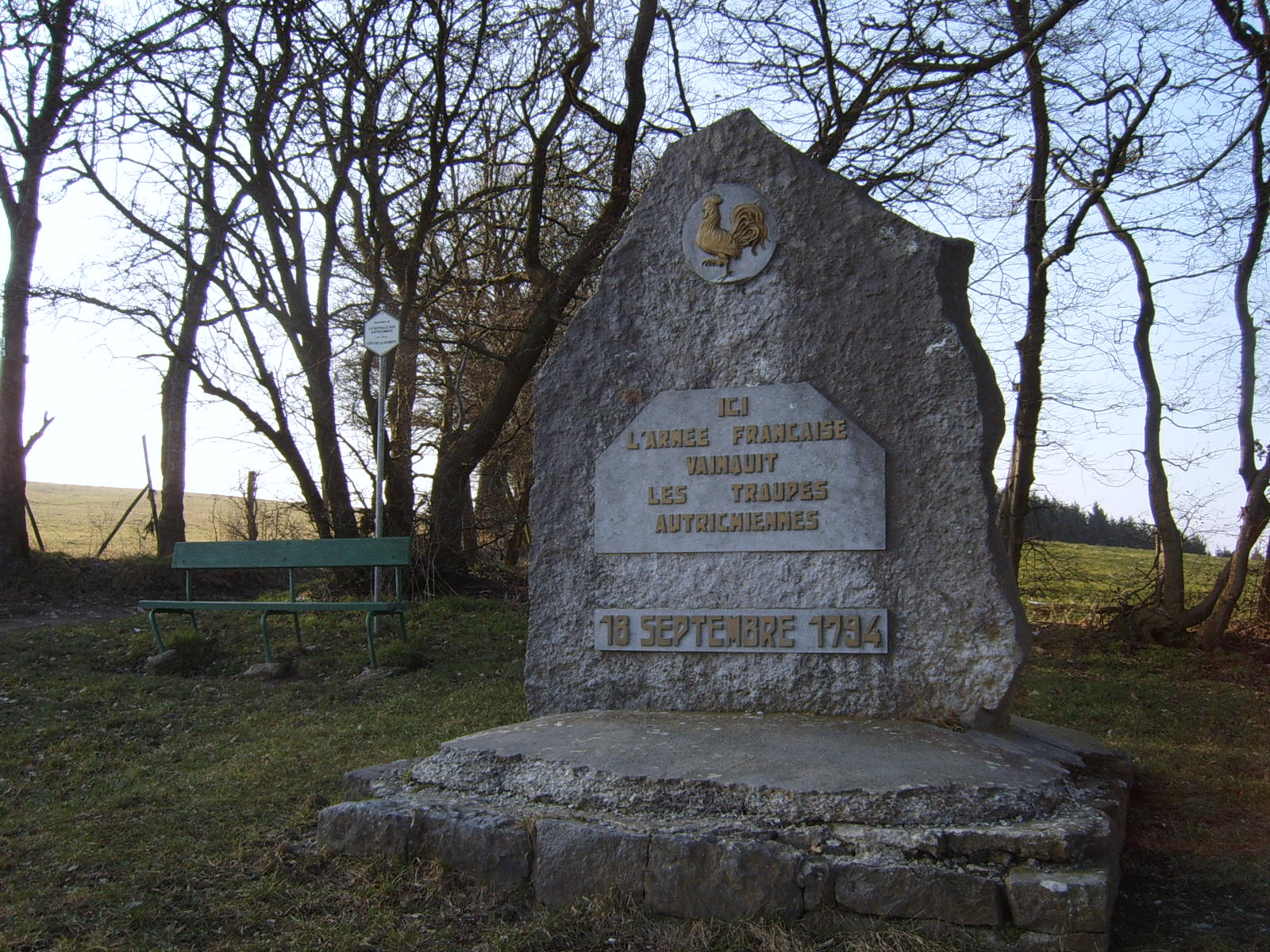
Monument au sommet de la côte de La Redoute

Le site de La Redoute est associé, comme les localités de Sprimont, Esneux et Fontin, à la bataille entre les troupes impériales et les républicains français qui s'y déroula le 18 septembre 1794. Un monument au sommet de la côte commémore la victoire française. Une redoute construite par les Autrichiens a donné son nom à la côte,.
La Redoute est à l'origine du nom d'une bière artisanale belge, La Redoutable, dite la bière des Grimpeurs, produite par la brasserie La Binchoise, dont le titre est de 9 %, comme la pente moyenne de la côte.

## Situation et description
La côte est située sur le territoire de la commune d'Aywaille traverse le village de Sougné-Remouchamps, longe une voie d'accès à l'autoroute E25 (sortie 46) avant de virer à gauche et de grimper à travers les prairies jusqu'au monument commémorant la bataille de Sprimont.
Cette côte d'une longueur de 1,7 km a un dénivelé de 161 m passant de l'altitude de 131 m en rive droite de l'Amblève au sommet à l'altitude de 292 m. Elle a une pente moyenne de 9,5 % et une pente maximale de 20 %.
Depuis la fin des années 2000, à la suite des victoires de Philippe Gilbert, enfant de la région, dans les classiques ardennaises qui ont marqué le début de sa carrière internationale, l'ambiance dans La Redoute s'est renforcée lors de Liège-Bastogne-Liège et de nombreux fans du coureur local s'y donnent chaque année rendez-vous.
Cette côte fut également au programme de la 4e étape du Tour de France Femmes 2024.

## Caractéristiques
- Départ : 131 m
- Altitude : 292 m
- Dénivellation : 161 m
- Longueur : 1,7 km
- Pente moyenne : 9,0 %
- Pente maximale : 22 %